# Budisme Tiantai
Tiantai (en xinès: 天台 (Tiāntāi); en japonès Tendai) és una branca budista fundada pel xinès Zhiyi al segle vi.
La seua principal escriptura és el Sutra del Lotus i l'escola és d'aquesta manera coneguda com l'escola del Lotus. La seua doctrina filosòfica bàsica és resumida com la Triple Veritat (圓融三諦, Yuánróng sāì):
Tots els dharmes manquen de realitat ontològica; no obstant això, tenen una existència temporal; i són simultàniament irreals existint transitòriament en una absoluta veritat que sobrepassa a les altres.
En el Tiantai tot l'aprenentatge budista és ordenat en un gran esquema jeràrquic. Al Japó, Saicho intentà incorporar la meditació Zen, la disciplina monàstica i els cultes esotèrics. La fusió del shinto i el budisme fou també promoguda.